# The Unbearable Weight of Massive Talent
The Unbearable Weight of Massive Talent är en amerikansk actionkomedi från 2022 i regi av Tom Gormican som även skrev manus ihop med Kevin Etten. Huvudrollen innehas av Nicolas Cage som spelar en fiktiv version av sig själv. Filmen hade urpremiär på South by Southwest den 12 mars 2022 och 29 april i Sverige.

## Handling
Hollywoodskådisen Nicolas "Nick" Cages karriär är inte på topp och han hemsöks och hånas av av "Nicky", en yngre och mer framgångsrik synvilla av sig själv. Efter att ha förlorat ännu en stor roll och att ha gjort bort sig på sin dotters födelsedagskalas funderar han på att gå i pension från skådespelandet. Han får ett erbjudande på 1 miljon dollar för att medverka på miljardären Javi Gutiérrez (Pascal) födelsedagsfest på Mallorca. När de två precis blivit vänner och visat varandra sina favoritfilmer blir Nick konfronterad av CIA som misstänker att Gutiérrez är misstänk för flera brott.

## Rollista
- Nicolas Cage – Nick Cage
- Pedro Pascal – Javi Gutiérrez
- Sharon Horgan – Olivia Henson
- Lily Mo Sheen – Addy Cage
- Tiffany Haddish – Vivian Etten
- Ike Barinholtz – Martin Etten
- Alessandra Mastronardi – Gabriela Lucchesi
- Paco León – Lucas Gutiérrez
- Neil Patrick Harris – Richard Fink
- David Gordon Green – Sig själv
- Demi Moore – "Olivia Cage"

## Produktion
Cage, som spelar en fiktiv version av sig själv har nämnt att han har väldigt lite gemensamt med filmversionen av Cage. Han tackade först nej till rollen men ändrade sig när regissören Tom Gormican skrev ett handskrivet brev till honom. Det meddelades i augusti 2020 att Pedro Pascal hade skrivit på för filmen. Filmen spelades in mellan den 5 oktober 2020 och 24 november 2020. Största delen spelades in i Ungern och några scener i staden Dubrovnik i Kroatien. Filmen hade urpremiär på South by Southwest den 12 mars 2022 och gick upp på vanliga biografer i USA den 22 april 2022. Den fick premiär den 29 april i Sverige.

## Mottagande
The Unbearable Weight of Massive Talent spelade in 29 miljoner dollar på en budget av 30 miljoner dollar.
Från kritiker fick den ett mycket bra mottagande med till exempel 87% positiva recensioner på Rotten Tomatoes.